# Референдум в България (2016)
Референдумът от 2016 година е национален референдум в България, иницииран от Инициативен комитет с председател Слави Трифонов. Провежда се на 6 ноември 2016 г., едновременно с изборите за президент и вицепрезидент на Република България.
Във финалния формат гражданите трябва да отговорят с „Да“ или „Не“ на всеки от следните 3 въпроса:
| „ | 1. Подкрепяте ли народните представители да се избират с мажоритарна избирателна система с абсолютно мнозинство в два тура? 2. Подкрепяте ли въвеждането на задължително гласуване на изборите и референдумите? 3. Подкрепяте ли годишната държавна субсидия, отпускана за финансиране на политическите партии и коалициите, да бъде един лев за един получен действителен глас на последните парламентарни избори? | “ |

## История

### Идея и подготовка
В „Шоуто на Слави“ от 31 юли 2015 година Слави Трифонов официално обявява, че през септември ще стартира събирането на подписи за провеждането на референдум. Това е в отговор на всички актуални събития, които се случват към момента – крайния резултат от референдума, иницииран от президента Росен Плевнелиев, и цялостното поведение на политическите партии. В предаването си той подчертава, че ще бъдат спазени всички законови изисквания по процедурата.
На 26 октомври 2015 година, ден след местните избори и референдума за дистанционно електронно гласуване, иницииран от Росен Плевнелиев, Слави Трифонов официално обява, че е създаден Инициативен комитет, който ще инициира подписка за провеждане на референдум. Включени са 6 въпроса, които се внасят по надлежния ред в Народното събрание чрез Уведомление за започване на подписка за свикване на национален референдум на 9 ноември в 10:00 часа. На 10 ноември 2015 г. отново в 10:00 часа стартира събирането на подписи, което по закон трябва да се случи в рамките на 3 календарни месеца. Според законодателството, за да бъде предложението за произвеждане на референдум задължително за изпълнение от НС трябва да се внесат не по-малко от 400 000 реални подписа. Въпросите са формулирани по следния начин:
| „ | 1. Подкрепяте ли народните представители да се избират с мажоритарна избирателна система с абсолютно мнозинство в два тура? 2. Подкрепяте ли броят на народните представители да бъде намален на 120? 3. Подкрепяте ли въвеждането на задължително гласуване на изборите и референдумите? 4. Подкрепяте ли да може да се гласува и дистанционно по електронен път при произвеждане на изборите и референдумите? 5. Подкрепяте ли годишната държавна субсидия, отпускана за финансиране на политическите партии и коалициите, да бъде един лев за един получен действителен глас на последните парламентарни избори? 6. Подкрепяте ли директорите на областните дирекции на Министерството на вътрешните работи и началниците на районните управления в областните дирекции на Министерството на вътрешните работи да се избират с мажоритарна избирателна система с абсолютно мнозинство в два тура? | “ |

В състава на ИК, чийто председател е Слави Трифонов, влизат още и сценаристите на предаването от редколегията – Тошко Хаджитодоров, Ивайло Вълчев, Филип Станев, Иво Сиромахов, Александър Вълчев, Драгомир Петров и Иван Кулеков.
В следващите месеци често в „Шоуто на Слави“, чийто екип е и инициатор, се „промотират“ въпросите и се правят различни дискусии с гости и/или членове на Инициативния комитет. На 29 октомври Гражданско движение „ДНЕС“ стават основни партньори на инициаторите в кампанията за провеждане на подписка за референдума в цялата страна. На 23 ноември е обявено и публично, че инициаторите ще имат нужда от доброволци, които да въвеждат данните от хартиените листовки в електронна Excel таблица, тъй като това ще бъде първият референдум в България, за който според новите закони ще трябва подписите да бъдат внесени и така по електронен път. Впоследствие, след проверка на еднаквостта от агенция ГРАО, ще бъде проверявана само електронната таблица.
На 8 февруари 2016 г. Инициативния комитет внася в администрацията на НС общо 673 481 подписа за произвеждането на национален референдум с 6 въпроса. На хартиен носител са предадени 147 броя класьори, запечатани в присъствието на представители на Народното събрание, Инициативния комитет и директора на НСО.
На 2 март 2016 г., след извършената проверка в Народното събрание за съответствие в подписката и електронния носител, от общо 673 481 внесени данни са установени 672 488 действителни такива. Председателят на Народното събрание Цецка Цачева изпраща подписката в електронен вид на Главна дирекция „Гражданска регистрация и административно обслужване“ (ГРАО), която извършва служебна проверка.
С протокол от 7 април 2016 година за извършената проверка на подписите за провеждане на референдум ГД „ГРАО“ установява 572 650 действителни данни, с близо 200 000 подписа повече от необходимите, за да бъде референдума задължителен.

### Политически реакции

#### Промени в Избирателния кодекс и искане за вето
Събирането на необходимия за задължително провеждане на референдума брой подписи провокира различни реакции сред политическите партии. В нощта на 19 срещу 20 април 2016 година депутатите от Правната комисия към НС гласуват поправки в Изборния кодекс, с които отменят правилото референдумите да бъдат провеждани задължително на една дата с избори, ако такива се провеждат в същата година, в която са инициирани допитванията. Последва гласуване в Пленарна зала на НС на 21 април, като предложението е прието със 115 гласа „За“ от ГЕРБ, БСП, ДПС, Патриотичен фронт, 11 „против“ от Реформаторския блок и 12 „въздържали се“. В медийното пространство се предлагат идеи от водещите политически партии допитването да се състои по средата на годината – през лятото – а като най-подходящ месец е посочен август. Техният аргумент е, че това ще даде възможност на инициаторите да видят истинската им подкрепа. Друга промяна, която е приета от състава на НС на 21 април, е ограничаването на възможността за гласуване на българите зад граница – само в дипломатическите представителства на Република България, а не и в други специално открити за това секции.
На 22 април Слави Трифонов публично заявява, че ще поиска налагане на вето върху обновения Избирателен кодекс от Президента Росен Плевнелиев. На 25 април 2016 година с входящ номер 92-00-159 искането е внесено и официално в Президентството. На 9 май Президентът налага вето върху закона, тъй като смята, че изборните правила създават пречки, вместо да мотивират гражданите, а на 18 май точки отново бяха приети и де факто ветото бе отхвърлено със 135 гласа „за“ (ГЕРБ, част от РБ, ПФ, БДЦ, Атака), 27 „против“ (ДПС, част от РБ) и 3 „въздържал се“ (част от РБ).
На 11 май 2016 година в НС референдумът е на обсъждане в две парламентарни комисии – Правната комисия и Комисията за работа с неправителствените организации. След над тричасови обсъждания ПК по правни въпроси към XLIII НС решава, че въпрос №4 не трябва да се включва в допитването, тъй като скоро е бил проведен референдум със същия въпрос. Въпреки това, на следващия ден състава на НС приема предложението за произвеждане на национален референдум в неговата цялост – с шест въпроса, без те да бъдат редактирани или премахвани. 131 депутати гласуват „За“ (74 от ПГ на ГЕРБ, 1 от ПГ на БСП-Лява България, 16 от ПГ на ДПС, 19 от ПГ на РБ, 14 от ПГ на ПФ и независими), 18 – „Против“ и 1-„Въздържал се“. Тошко Йорданов се изказва от трибуната на Пленарна зала от името на Инициативния комитет в защита на предложението за референдума.

#### Сезиране на Конституционния съд от президента
На 27 май 2016 година с официално искане с вх. номер 169 КД Президентът Росен Плевнелиев сезира Конституционния съд за установяване на противоконституционност на т.2, т.4 и т.6 от решението на НС за произвеждане на национален референдум, а за докладчик по делото е назначена съдия Кети Маркова. Маркова е избрана от квотата на Президента. Аргументите, с които президентът сезира Конституционния съд, са за противоречието с основни начала, въз основа на които се изгражда парламентарната демокрация в Република България според Конституцията, а именно разделението на властите и правовата държава.
Относно намаляването на броя на депутатите, Президентът посочва, че това е от компетенцията на Велико Народно събрание и съответно не може да бъде поставяно на национално допитване до гражданите. Във връзка с въпроса за електронното гласуване държавният глава извежда като аргумент факта, че референдум с такъв въпрос вече е бил проведен предходната година по негово искане и НС се е съобразил с него. Един от аргументите на Президента относно въпрос №6 e това, че полицейските служители са „държавни служители“ и като такива няма как да бъдат избирани чрез избори.
На 7 юни същата година е издадено определение за допустимост за задвижване на дело – №8/2016 година. По делото като страни са призовани НС, МВР, МВнР, МП, МРРБ, ВАС, главния прокурор, омбудсмана, ЦИК и Висшия адвокатски съвет, но е и Инициативния комитет с председател Слави Трифонов. Отправена е и покана за становище към десетки неправителствени организации и специалисти по конституционно право. Гледането по същество на делото е насрочено за 28 юли 2016 година. На същата дата с решение №9/2016, с пълно мнозинство от 12 гласа КС установява противоконституционност по цялото искане от страна на Президента на Републиката Росен Плевнелиев. Така, на практика, референдумът е определено да се състои, но само с три въпроса от първоначалното предложение: № 1, № 3 и № 5.

## Протичане на референдума
На 29 юли 2016 г. Народното събрание решава, че президентските избори и референдумът ще се състоят на 6 ноември 2016 г. В информационно-разяснителната кампания се включват инициаторът Слави Трифонов и неговият екип (провеждат и мащабен митинг-концерт на Орлов мост в столицата), както и други граждански организации.
Някои избирателни секции в чужбина не успяват в нормалното и разрешеното удължено време да обслужат всички желаещи гласоподаватели поради късното им явяване пред секциите, както и поради невъзможност достатъчно точно да се определи броят на необходимите секции.

## Резултати от референдума
| Въпрос | „Да“        | „Да“             | „Не“        | „Не“             | Общо      |
| --- | ----------- | ---------------- | ----------- | ---------------- | --------- |
| Въпрос | бр. гласове | % от гласувалите | бр. гласове | % от гласувалите | Общо      |
| 1. Подкрепяте ли народните представители да се избират с мажоритарна избирателна система с абсолютно мнозинство в два тура?                                                                         | 2 509 864   | 71,95%           | 560 024     | 16,05%           | 3 488 558 |
| 2. Подкрепяте ли въвеждането на задължително гласуване на изборите и референдумите? | 2 158 929   | 61,89%           | 905 691     | 25,96%           | 3 488 558 |
| 3. Подкрепяте ли годишната държавна субсидия, отпускана за финансиране на политическите партии и коалициите, да бъде един лев за един получен действителен глас на последните парламентарни избори? | 2 516 791   | 72,16%           | 523 759     | 15,02%           | 3 488 558 |

В крайна сметка не достигат 12 000 гласа (0,2 %), за да има вотът задължителен ефект.